# Spantik

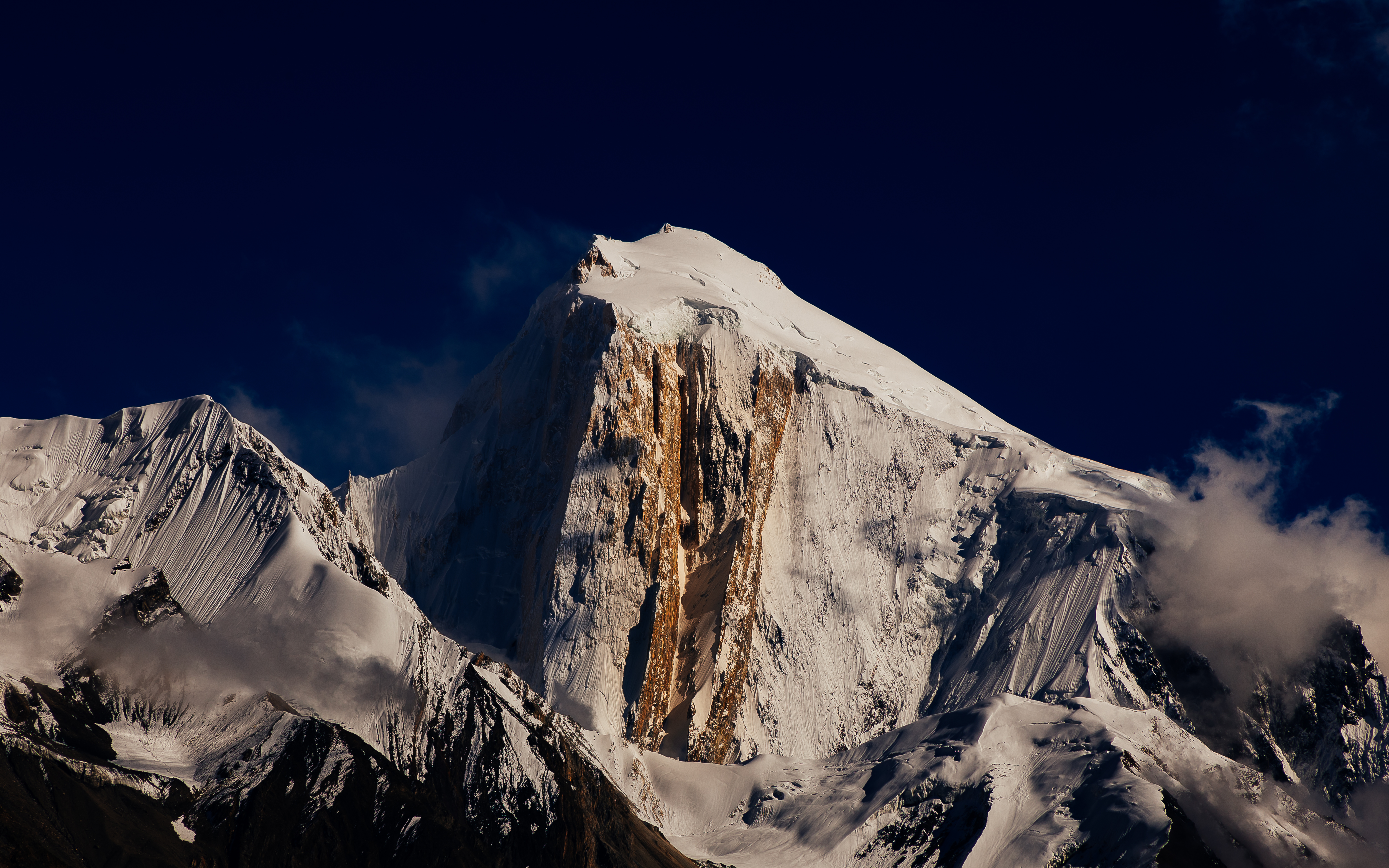
Severozápadní strana Spantiku

Spantik (také Golden Peak) je hora vysoká 7 027 m n. m. nacházející se v severním Pákistánu v pohoří Karákóram.

## Prvovýstup
Již v roce 1906 se Američanka Fanny Bullock Workman a její manžel William Hunter Workman pokusili o výstup na horu, ale scházelo jim 300 výškových metrů, aby se dostali na vrchol. Teprve v roce 1955 stanuli poprvé na vrcholu Němci Reiner Diepen, Eduard Reinhardt a Jochen Tietze. Hora je nyní považována za jednu z nejlehčích sedmitisícovek normální trasou a její výstup je nabízen komerčními expedicemi.
První Češky vystoupily na SPANTIK (7027 m n. m.) 13. července 2011: Zuzana Hofmannová a Olga Nováková.
Dále pak ve stejný den vystoupil: Vít Auermüller, Antonín Bělík, Libor Kadlčík, Tomáš Kruml, Pavel Matoušek a Michal Vyroubal.